# فورت پیرس (فلوریدا)
فورت پیرس (به انگلیسی: Fort Pierce) شهری در شهرستان سنت لوسی ایالت فلوریدا است که در سال ۱۹۰۱ بنیان‌گذاری شده‌است. این شهر طبق سرشماری سال ۲۰۱۰ میلادی، ۴۱٬۵۹۰ نفر جمعیت داشته و مساحت آن نیز ۵۳٫۸ کیلومتر مربع است.